# Titus Quinctius Crispinus
Titus Quinctius Crispinus († 208 v. Chr.) entstammte dem römischen Patriziergeschlecht der Quinctier und war 208 v. Chr. Konsul. Er erlag noch in seinem Konsulatsjahr seinen bei einem Gefecht mit Hannibal erlittenen Verletzungen.

## Frühere Laufbahn
Laut der Filiationsangabe der Fasti Capitolini führten sowohl der Vater als auch der Großvater des Titus Quinctius Crispinus das Pränomen Lucius, doch sind ihre näheren Lebensumstände unbekannt.
Crispinus vollzog seinen steilen politischen Aufstieg etwa in der Mitte des Zweiten Punischen Krieges als Anhänger des bedeutenden römischen Politikers und Feldherrn Marcus Claudius Marcellus. Als wohl bereits älterer, erfahrener Offizier wird er erstmals 213 v. Chr. vom Geschichtsschreiber Titus Livius genannt, der die Hauptquelle zu seinem Leben darstellt. Nachdem Appius Claudius Pulcher Ende 213 v. Chr. zur Bewerbung für das Konsulat des nächsten Jahres von Sizilien nach Rom abgegangen war, trat Crispinus dessen bisherige militärische Funktion vor Syrakus an, indem er von Marcellus – dessen Legat er wohl bisher war – zum Befehlshaber der Flotte und eines Teils jener Truppen, die Syrakus belagerten, gemacht wurde.
Vielleicht kämpfte Crispinus 212 v. Chr. in der vor Capua stehenden Armee des zum Konsul gewählten Appius Claudius Pulcher, falls er nämlich mit dem von Livius erwähnten gleichnamigen Römer identisch ist. Dieser ließ sich angeblich nach längerer Weigerung von seinem ehemaligen Gastfreund, einem Campaner namens Badius, trotz ihrer früheren Freundschaft zu einem ritterlichen Zweikampf herausfordern, bei dem er Badius an der linken Schulter verwundet und dessen Schild und Pferd erbeutet haben soll. Der Althistoriker Friedrich Münzer glaubt an einen historischen Kern dieser Erzählung und hält den Sieger über Badius mit dem hier behandelten Konsul von 208 v. Chr. identisch, sein kanadischer Fachkollege Robert Broughton verwirft hingegen eine solche Gleichsetzung. Es könnte sich bei der ganzen Anekdote auch lediglich um eine Dublette des Zweikampfs zwischen Claudius Asellus und dem Campaner Cerrinus Vibellius Taurea handeln. Da Crispinus sich jedenfalls im gleichen Jahr 212 v. Chr. zunächst noch bei Syrakus aufhielt und dort eine Attacke des Karthagers Hippokrates erfolgreich zurückschlug, müsste er anschließend – wenn er mit dem vor Capua im Einsatz befindlichen Quinctius identisch ist – in dieses Operationsgebiet versetzt worden sein. Es erscheint jedoch unwahrscheinlich, dass er sich von Marcellus gerade in der Endphase der Eroberung von Syrakus trennte.
Ende 210 v. Chr. führte der zur Abhaltung der Wahlen für das folgende Jahr bestellte Diktator Quintus Fulvius Flaccus den Wahlvorgang offenbar nach dem Geschmack des Marcellus durch, so dass dessen Gefolgsmann Crispinus 209 v. Chr. Prätor und in dieser Eigenschaft Oberkommandierender der bei Capua stationierten Truppen wurde. Welche Aktivitäten er dort unternahm, ist nicht bekannt.

## Konsulat und Tod
Ende 209 v. Chr. führte wiederum Quintus Fulvius Flaccus bei den Wahlen für das kommende Jahr den Vorsitz. Als erfolgreiche Bewerber um das höchste Staatsamt setzten sich diesmal Marcellus – der damit 208 v. Chr. sein fünftes Konsulat antreten konnte – und Crispinus durch. Während Marcellus schon seit dem Vorjahr längere Zeit untätig in Venusia (heute Venosa) lagerte, eilte Crispinus sofort nach seiner Wahl nach Bruttium und marschierte zunächst gegen Lokroi. Er brach diese Attacke aber beim Nahen Hannibals ab und stieß mit seinem Heer zu seinem mittlerweile aus Venusia abgerückten Amtskollegen, um mit vereinten Truppen Hannibal entschieden entgegentreten zu können. In der Gegend zwischen Venusia und Bantia (heute Banzi) erwarteten Crispinus und Marcellus den punischen Feldherrn, der zwar herannahte, einen offenen Kampf gegen die Armeen beider Konsuln jedoch nicht annahm. So kam es zunächst nur zu kleineren Scharmützeln. Eine zwischen den Lagern der beiden militärischen Gegner gelegene waldige Erhebung ließ Hannibal indessen heimlich durch zahlreiche numidische Reiter besetzen. Diese Anhöhe wollten die Konsuln später ebenfalls erforschen, gerieten dort aber mit ihrem kleinen Gefolge in die Falle. Beim sich daraufhin entspinnenden Kampf fand Marcellus den Tod; Crispinus gelang hingegen schwer verwundet die Flucht.
Crispinus zog mit seinen Truppen in der nächsten Nacht ab und informierte alle nahegelegenen Städte darüber, dass Hannibal Marcellus’ Siegelring an sich hatte bringen können. So konnte er verhindern, dass die Gemeinde Salapia in Hannibals Hände fiel. Nach dem Abmarsch des karthagischen Feldherrn in Richtung Bruttium befahl Crispinus den Truppen seines gefallenen Amtsgenossen, nach Venusia zu ziehen. Er selbst begab sich mit seinen Soldaten nach Capua und ließ den Senat in Rom über die Vorkommnisse benachrichtigen. Auf seinen Wunsch hin sandte ihm der Senat drei hochrangige Männer (darunter den auch als Historiker hervorgetretenen Lucius Cincius Alimentus), mit denen er sich über die weitere Vorgangsweise beraten wollte. Die Gesandten hatten auch den Auftrag, Crispinus zur Ernennung eines Diktators zur Abhaltung der Wahlen aufzufordern, falls er nicht selbst zur Reise nach Rom imstande sei. Crispinus bestimmte Titus Manlius Torquatus zum Wahldiktator und starb bald darauf Ende 208 v. Chr. an seinen Verletzungen entweder in Tarent oder in Kampanien. So waren erstmals in der römischen Geschichte beide Konsuln in einem relativ unbedeutenden Gefecht gefallen.